# Zorzines nishizawai
Zorzines nishizawai là một loài bướm đêm trong họ Noctuidae.